# 上海廊下郊野公园
上海廊下郊野公园又稱廊下郊野公园，是位於中華人民共和國上海市金山區廊下镇的一個公園，总规划范围约21.4平方公里，北至景邱路，西至六里塘，南至廊华路，东至山红河，境內有佔地面积600余亩的廊下生態園，為国家AAA级旅游景区。2015年10月，一期约5.8平方公里的上海廊下郊野公园试运行。

## 景點
- 廊下生態園
- 金廊馬術農庒
- 山塘民俗村
- 楓葉島赏枫
- 板扎猕猴桃園